# Аргентинские песо
Аргентинское песо (исп. peso argentino) — название нескольких монет и валют Аргентины, находившихся в обращении с XIX века до 1985 года. Среди них:
- название испанской монеты XIX века достоинством 8 реалов;
- сильное песо, песо-фуэрте (исп. рeso fuerte; $F) 1826—1881 годов;
- ходячее песо, курантовое песо (исп. peso moneda corriente, дословно — ходячая валюта песо; $m/c) 1826—1881 годов;
- золотое песо (исп. peso oro sellado, дословно — чеканное золотое песо), имевшее хождение с 1875 по 1970 год;
- национального песо (исп. peso moneda nacional, дословно — национальная валюта песо; m$n или $m/n) 1881—1970 годов;
- законное песо, песо закона 18.188, песо-лей (исп. peso ley) 1970—1983 годов;
- аргентинское песо или просто песо (исп. peso argentino; $a, ARP) 1983—1985 годов, заменённое аустралем.

Современная национальная валюта Аргентины, в 1992 году заменившая аустраль, также называется «песо» (исп. peso argentino; $, ARS).
Валюта, в начале XX века относившаяся к числу самых стабильных и востребованных в мире, подобно многим другим денежным единицам Латинской Америки в XX веке пережила периоды гиперинфляции и несколько денежных реформ.

## До 1826 года
Термин «песо» до 1826 года использовался как название старой испанской монеты достоинством 8 реалов. После провозглашения независимости Аргентина начала чеканку собственных монет, номинированных в аргентинских реалах, солях и эскудо, в том числе монет достоинством 8 реалов. Данные монеты находились в обращении до 1881 года параллельно с десятичными монетами.

## Сильное песо (1826—1881)
В 1826 году начался выпуск банкнот для двух различных типов валют с номиналом в песо. Первая, известная как «сильное песо» (peso fuerte, $F), была конвертируемой валютой. 17 «сильных песо» приравнивались к 1 испанской унции (27,0643 г) чистого золота 916-й пробы. В 1881 году эту валюту сменило «национальное песо» по курсу 1:1.

## Ходячее песо (1826—1881)
В 1826 году в обращение было также введено неконвертируемое «ходячее песо» (peso moneda corriente, $m/c). Первоначально оно было приравнено к «сильному песо», однако со временем потеряло в стоимости.
Хотя Аргентинская конфедерация выпустила монеты номиналом 1, 2 и 4 сентаво в 1854 году, приравняв 100 сентаво к 1 песо или 8 реалам, десятичная денежная единица формально не вводилась до 1881 года. «Национальное песо» (peso moneda nacional) заменило предыдущие валюты по курсу 1 «национальное песо» = 8 реалов = 1 «сильное песо» = 25 «ходячих песо».

## Золотое и серебряное песо (1881—1970)
С 1875 года выпускалось золотое «сильное песо» массой 1+2⁄3 грамма золота 900 пробы, что было эквивалентно 1,5 грамма чистого золота, согласно определению закона № 733 от 1875 года. Эта денежная единица была основана на рекомендациях Европейского конгресса экономистов в Париже 1867 года и была также принята в Японии в 1873 году (монета в 5 аргентинских «сильных песо» была приравнена к японской монете в 5 иен).
Монетная система до 1881 года описывается историками как «анархистская» (anarquía monetaria). Закон № 1130 от 1881 года положил конец «анархии» и установил денежную единицу под названием «чеканный золотой песо» (peso oro sellado). Выпускались монета весом 1,612 грамма из золота 900-й пробы, а также серебряное песо весом 25 граммов из серебра 900-й пробы. В обращение вводились золотые монеты номиналом 5 и 2,5 песо, серебряные в 50, 20, 10 и 5 сентаво, медные в 2 и 1 сентаво.

## Национальное песо (1881—1970)
Обесценившееся «ходячее песо» (peso moneda corriente) было заменено в 1881 на банкноты «национального песо» (peso moneda nacional, m$n или $m/n) в соотношении 25 к 1. Новая валюта использовалась с 1881 года по 1 января 1970 года. Дизайн валюты менялся дважды — в 1899 и в 1942 годах.
Изначально «национальное песо» было конвертируемым и приравнено к одному золотому песо (peso oro sellado). Конвертируемость поддерживалась непоследовательно, стоимость валюты в золотом эквиваленте снижалась и в конце концов в 1929 произошёл отказ от золотого стандарта — тогда 2,2727 «национального песо» равнялись одному золотому песо.
Монеты «национального песо», чеканившиеся из серебра, были известны под неформальным названием «патакон» (patacón). Однако после экономического кризиса 1890 года серебряные монеты больше не чеканились.
Тем не менее, в начале XX века аргентинское песо всё ещё относилось к наиболее сильным и востребованным мировым валютам.

## Законное песо (1970—1983)
«Песо закона 18.188», или «законное песо» (peso ley) заменило предыдущую валюту по курсу 1 «законное песо» за 100 «национальных песо».

## Аргентинское песо (1983—1985)
Аргентинское песо (peso argentino; $a, ARP) сменило прежнюю валюту в соотношении 1 аргентинское песо за 10 000 «законных песо». Новая валюта была введена 1 июня 1983 года, перед самым падением диктатуры генералов и возвращением страны к демократии. Тем не менее новая валюта быстро обесценилась и в июне 1985 года была заменена на новую денежную единицу — аустраль.